# Into the Pandemonium
Albums de Celtic Frost
Emperor's Return
(1985)
Into the Pandemonium est le troisième album du groupe de metal suisse Celtic Frost, sorti en 1987 sur le label Noise Records.
Il voit le groupe s'éloigner des styles black metal et death metal des albums précédents pour poursuivre dans un style thrash metal, tout en incluant des influences classiques, industrielles et gothiques. Il se dit d'ailleurs qu'il aurait pu une être une influence pour le style metal gothique à venir.

## Liste des titres

### Version originale
Side One
1. Mexican Radio (reprise de Wall of Voodoo) – 3:28
2. Mesmerized – 3:24
3. Inner Sanctum – 5:14
4. Sorrows of the Moon - 3:04
5. Babylon Fell – 4:18

Side Two
1. Caress into Oblivion – 5:10
2. One in Their Pride – 2:50
3. I Won't Dance – 4:31
4. Rex Irae (Requiem) – 5:57
5. Oriental Masquerade – 1:15

### VersionCD
1. Mexican Radio (reprise de Wall of Voodoo) – 3:28
2. Mesmerized – 3:24
3. Inner Sanctum – 5:14
4. Tristesses de la lune - 3:04
5. Babylon Fell (Jade Serpent) – 4:18
6. Caress into Oblivion – 5:10
7. One in Their Pride (Porthole Mix) – 2:50
8. I Won't Dance (The Elders' Orient) – 4:31
9. Sorrows of the Moon - 3:04
10. Rex Irae (Requiem) – 5:57
11. Oriental Masquerade – 1:15
12. One in Their Pride (Re-entry Mix) - 5:52